# Dodd City, Texas
Dodd City là một thị trấn thuộc quận Fannin, tiểu bang Texas, Hoa Kỳ. Năm 2010, dân số của thị trấn này là 369 người.

## Dân số
- Dân số năm 2000: 419 người.
- Dân số năm 2010: 369 người.